# Philippe Grosclaude
Pour les articles homonymes, voir Grosclaude.
Philippe Grosclaude, né à Genève en 1942, est un artiste qui vit et travaille à Genève. Son œuvre est principalement consacré à la peinture. Après avoir d’abord utilisé l’huile, puis l’acrylique, il adopte le pastel, médium dont il fait un élément central de son œuvre à partir des années 1980.
Son travail a reçu plusieurs distinctions dont le Prix Boris Oumansky en 1977 et à trois reprises la Bourse fédérale des Beaux-Arts (en 1965, 1968 et 1981).

## Vie et œuvre

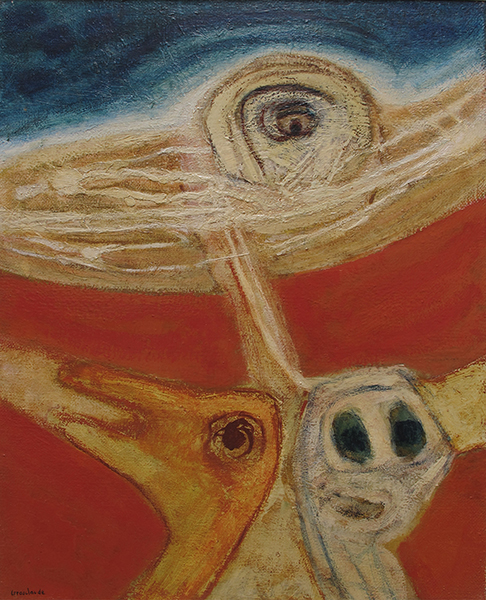
L'Œil universel, huile sur toile, 1970.

Philippe Grosclaude s’intéresse tôt au dessin, qu’il pratique dès l’enfance. Son choix en 1958 de s’inscrire à l’École des Beaux-Arts de Genève, qu’il fréquente  jusqu’en 1963, constitue une rupture avec son milieu. Il y rencontre Thérèse Houyoux (Bruxelles, 1940 – Genève, 2011), artiste et auteure, qui devient sa femme.
Sa peinture est marquée lors des années 1960 par la présence de figures – animales, humaines, d’objets, que côtoie un espace abstrait. Ce mélange d’éléments géométriques et symboliques, se retrouve à travers l’ensemble de son œuvre.
En 1970, Philippe Grosclaude abandonne la peinture à l’huile pour l’acrylique. Il développe parallèlement une autre gamme de couleurs, où les tons acidulés se jouxtent. Dans le courant de cette décennie, il adopte la craie, le fusain et le pastel qui lui permettent une plus grande liberté par leur instantanéité. Retour au dessin aussi, dont il détourne les codes en superposant les couches pour intensifier la couleur, lui donner la profondeur et la transparence souhaitées. Sa palette revient alors à des tons de terre, d’ocres, anthracites, blancs et noirs.
Le format joue lui aussi un rôle important. Celui-ci devient plus grand à la fin des années 1980, jusqu’à atteindre taille humaine. Ces nouvelles dimensions lui offrent la possibilité d'une confrontation plus directe avec et par la peinture, confrontation qu'il assimile au combat et à sa violence.
Parallèlement à son travail de peinture, il développe sa pratique des monotypes, estampes sur verre ou plexiglas - des techniques qui laissent une part au hasard.
Le travail de Philippe Grosclaude a été présenté dans plusieurs expositions monographiques en Suisse - à Genève, Bâle, Zurich, Delémont et au Locle notamment, ainsi que lors d'expositions collectives à Paris, Tel-Aviv, Athènes, Ulm et Bruxelles. Ses œuvres sont entre autres conservées au Musée d'art et d'histoire et au Cabinet des arts graphiques de Genève, au Cabinet cantonal des estampes du Musée Jenisch à Vevey, et à la Fondation Teo Jakob à Berne.

## Technique et composition
Le pastel devient le médium principal de Philippe Grosclaude dans les années 1980, à la suite de la découverte des écrits de Francis Bacon (Dublin, 1909 - Madrid, 1992). Alternant pastel sec et pastel gras, il utilise ce medium pour s’affranchir des contraintes de séchage et du changement d’état de la surface qui l’accompagne. Dans une recherche de lumière, l'artiste superpose les couches successives, fixées à l’aide d’un vernis sans brillance appliqué par projection. Chaque centimètre de l’espace pictural est maintes fois recouvert.

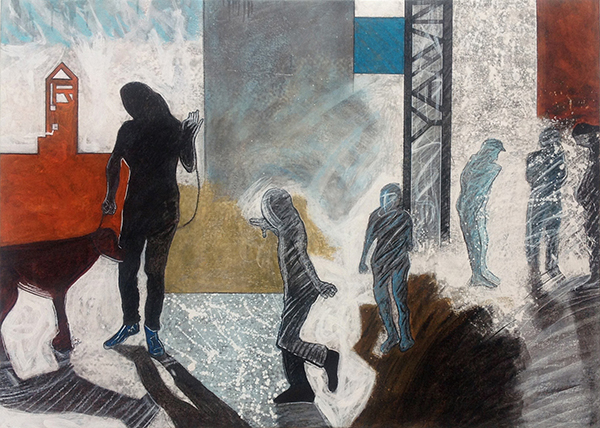
Sans titre, report, pastel, crayon gras, fusain et mine de plomb sur toile, 2019.

Il travaille de manière empirique, chaque toile servant d’étude à la suivante, et n'effectue ni dessins préparatoires ni esquisses. L'artiste associe son travail à celui de l’artisan, à un travail artistique élaboré où chaque partie de la toile doit être parfaitement dominé. Par la répétition d’un geste qui se traduit tantôt par des jets, des traits, des structures différentes, il crée des séquences, semblables aux strates géologiques ou aux cernes d’un arbre, donnant par là-même une dimension temporelle à son œuvre selon le critique Laurent Wolf.

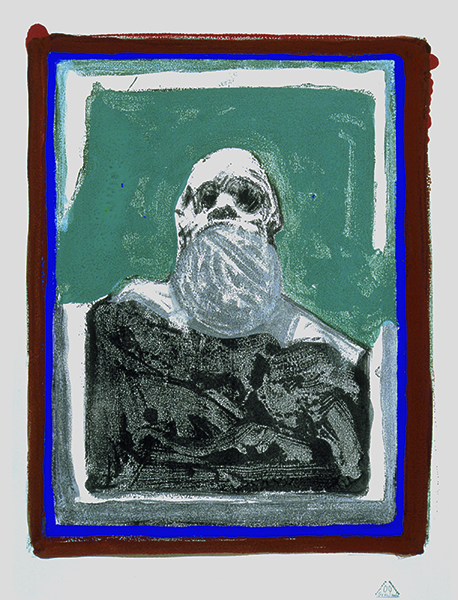
Face 15, monotype sur vélin, 2000.

## Thèmes
Philippe Grosclaude travaille dans une temporalité longue. Le temps et le processus créatif transforment une idée de départ qui n’est pas complètement définie et qui peut s’inspirer de thématiques vues, senties sur le moment, parfois liées à l’actualité.
La figure humaine traverse tout l’œuvre de Philippe Grosclaude : masques, visages graves parfois hurlants, figures humaines archétypées. Expression de l’altérité, ces figures ne sont pas des portraits, mais des symboles de l'être humain et de sa condition. Les multiples symboles qui les entourent – étoile, flèche notamment - sont eux aussi porteurs d’un sens générique.
Depuis le début des années 2000, il explore l’espace architecturé. D’abord industriel, où la présence humaine est évoquée en creux : les usines, les cathédrales, les habitations, les hauts lieux de multitudes, sont autant d'espaces qui témoignent du passage de l’homme, de son absence, de sa solitude ou de son dépassement. L’architecture devient à la fin des années 2010 urbaine et traversée de personnages en transit - simples passants, manifestants.
L’art de la rue, celui du graffiti, est lui aussi source d’inspiration pour Philippe Grosclaude qui voit dans cet art une grande liberté d'expression et d'innovation formelle.
Au centre de sa peinture se trouvent des questions existentielles. Ses interrogations sur l’Homme, ce qu’il fait, ce qu’il vit, ce qu’il est, sont l’origine de l’œuvre du peintre et d'une quête sans fin.

## Expositions personnelles et collectives (sélection)

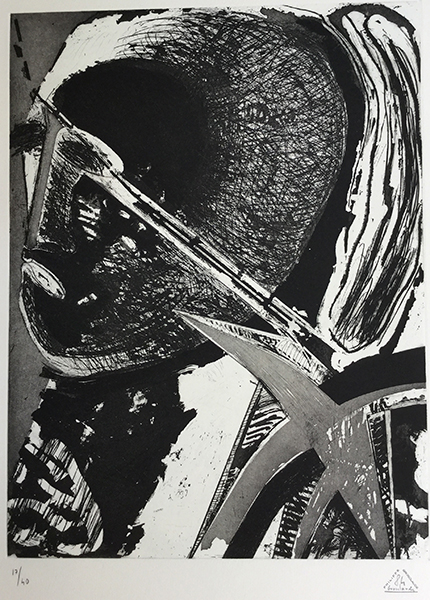
L'une des cinq gravures de la série L'Homme traversé, accompagnée du texte « Dédale de la mort » de Georges Haldas. Eau-forte et aquatinte, 19

- Philippe Grosclaude - Peinture en trois temps, Galerie Boléro[24], Centre d'art Versoix, 2024
- Philippe Grosclaude, Centre d'art ARTsenal, Delémont, 2021[12].
- Philippe Grosclaude, peintures - pastels, Musée des beaux-arts du Locle, Le Locle, 2002[13].
- Philippe Grosclaude - Bilder, Graf & Schelble Galerie, 1995[10].
- Philippe Grosclaude, Peintures et travaux récents s/papier, Galerie Anton Meier, Genève, 1994[5].
- Philippe Grosclaude, Galerie Arteba, Zurich, 1994[10].
- Philippe Grosclaude, Hôtel-de-Ville [devenu, Centre d'art contemporain], Yverdon-les-Bains, 1990[25].
- Philippe Grosclaude - Bilder des Jahres 1986, Galerie Jörg Stummer, Zurich, 1986[26].
- Le dessin suisse 1970-1980 / Schweizer Zeichnungen 1970-1980, Pro Helvetia/Musée Rath, Genève, Tel-Aviv, Athènes, Ulm, Bruxelles, Toulon, Coire, Aarau, 1981-1982[15].
- Artistes de Genève 1980 - 1: La peinture, Musée Rath, Genève, 1979-1980[27].
- Grosclaude - Prix Boris Oumansky 1977, Société des arts de Genève, Genève, 1977[2].
- Philippe Grosclaude, Galerie Rivolta, Lausanne, 1977[28].
- Artistes de Genève, Musée Rath, Genève, 1972.
- 6e Biennale internationale des Jeunes Artistes, Musée d'art moderne de la Ville de Paris, Paris, 1969[14].